# Florida Federal Open 1977
Florida Federal Open 1977 -жіночий тенісний турнір, що проходив на відкритих кортах з твердим покриттям у Палм-Гарбор (США). Належав до турнірів категорії A в рамках Colgate Series 1977. Турнір відбувся вп'яте і тривав з 26 вересня до 2 жовтня 1977 року. Несіяна Вірджинія Рузічі виграла титул й отримала за це 6 тис. доларів США.

## Фінальна частина

### Одиночний розряд
Вірджинія Рузічі —  Лора Дюпонт 6–4, 4–6, 6–2
- Для Рузічі це був 2-й титул в одиночному розряді за рік і 6-й — за кар'єру.

### Парний розряд
Лінкі Бошофф /  Ілана Клосс —  Брігітт Куйперс /  Маріс Крюгер 7–6(7–4), 6–3

## Розподіл призових грошей
| Дисципліна       | П      | F      | ПФ     | ЧФ   | 1/8  | 1/16 |
| Одиночний розряд | $6,000 | $3,000 | $1,550 | $900 | $600 | $325 |

## Нотатки
1. ↑  Турніри з призовими для жінок принаймні 35 тис. доларів.[1]